# Vác FC 1899
Dunakanyar-Vác FC – węgierski klub piłkarski z siedzibą w mieście Vác. Obecnie klub uczestniczy w rozgrywkach Nemzeti Bajnokság III.

## Historia

### Chronologia nazw
- 1899: Váci Sport Egylet (SE)
- 1920: Váci Sport Egyesület (SE)
- 1948: Váci Dolgozók TK (fuzja z Váci Reménység SE i Váci AC)
- 1951: Váci Vörös Lobogó SK
- 1955: Váci Petőfi
- 1955: Váci Bástya
- 1957: Váci SE
- 1957: Váci Petőfi
- 1961: Váci Vasas
- 1965: Váci SE
- 1970: Váci Híradás Vasas SE
- 1980: Váci Izzó MTE (fuzja z Vasas Izzó Sportkör (SC))
- 1992: Vác FC
- 2001: Váci Város Labdarúgó Sport Egyesület (VLSE)
- 2003: Dunakanyar-Vác FC
- 2007: Vác-Újbuda LTC (fuzja z Újbuda Lágymányosi Torna Club (LTC))
- 2009: Dunakanyar-Vác FC

### Powstanie klubu
Klub został założony 28 listopada 1899 r. jako Váci Sport Egylet. Uprawiano w nim wtedy kolarstwo, szermierkę, gimnastykę i tenis. Pierwszy mecz piłkarski klub rozegrał 24 maja 1904 r. przeciw klubowi studenckiemu z Budapesztu grającemu wówczas w II lidze, Műegyetem FC. Vác przegrał 0:3. Do 1926 r. kluby spoza Budapesztu rozgrywały regionalne mistrzostwa, nie mogąc rywalizować w lidze o mistrzostwo kraju. VSE wygrało dwukrotnie mistrzostwa swojego regionu w 1914 i 1924 r. Jednak od czasu wprowadzenia profesjonalizmu VSE nie mogło sprostać jego wymogom i do 1945 r. grało w niższych ligach. W sierpniu 1948 r. dwa kluby z Vác – V.A.C. i Váci Reménység zostały wcielone do VSE, a klub zmienił nazwę na Váci Dolgozók TK. Zespół grał przeważnie w NB II.

### Ostatnie lata
Przełom nadszedł w 1987. Trener János Csank awansował z zespołem do NB I. Drużyna spisywała się dobrze, grając w środku tabeli. Na początku lat 90., klub wsparł silny sponsor – Samsung. W sezonach 1990/91 i 1991/92 Vác Samsung dochodził do finału Pucharu Węgier, a w lidze szło im jeszcze lepiej. W latach 92, 93 byli wicemistrzami, a sezon 1993/94 zakończyli jako mistrzowie kraju! Był to niewątpliwy sukces. W eliminacjach do Ligi Mistrzów los skojarzył ich z PSG. Przeciwnik był za silny i zdecydowanie pokonał Węgrów w dwumeczu. Sezon 1994/95 pokazał, że zespół obniżył loty, mimo to dotarł jeszcze do finału krajowego pucharu. 
Drużyna grała jeszcze 5 lat w lidze, raczej w środku tabeli, aż w 2000 r. opuściła szeregi NB I. W 2001 r. na Vác spadł do NB III. Dzięki pomocy młodych zawodników – utalentowanych juniorów, awansował na zaplecze ekstraklasy 2 lata później. W 2006 r. klub wygrał grupę wschodnią NB II i awansował do NB I, którą opuścił po jednym sezonie. Przed sezonem 2007/08 Váci FC połączyło się z amatorskim zespołem z Budapesztu Újbuda Lágymányosi.

## Sukcesy
- Nemzeti Bajnokság I
  - mistrzostwo (1): 1993/1994
  - wicemistrzostwo (2): 1991/1992, 1992/1993
- Puchar Węgier
  - finał (3): 1991, 1992, 1995

## Europejskie puchary
Legenda do wszystkich tabel:
- Q – runda eliminacyjna, 1/16, 1/8, 1/4, 1/2 – odpowiednia faza rozgrywek, Grupa – runda grupowa, 1r gr – pierwsza runda grupowa, 2r gr – druga runda grupowa, F – finał, R – runda, PO – play-off
- k. – rzuty karne, los. – losowanie, Dogr. – dogrywka, w. – zasada bramek strzelonych na wyjeździe

| Sezon   | Rozgrywki                 | Runda | Klub                | Dom | Wyjazd | Ogólnie |
| ------- | ------------------------- | ----- | ------------------- | --- | ------ | ------- |
| 1991/92 | Puchar UEFA               | 1R    | Dinamo Moskwa       | 1–0 | 1–4    | 2–4     |
| 1992/93 | Puchar UEFA               | 1R    | FC Groningen        | 1–0 | 1–1    | 2–1     |
| 1992/93 | Puchar UEFA               | 2R    | SL Benfica          | 0–1 | 1–5    | 1–6     |
| 1993/94 | Puchar UEFA               | 1R    | Apollon Limassol    | 2–0 | 0–4    | 2–4     |
| 1994/95 | Liga Mistrzów             | Q     | Paris Saint-Germain | 1–2 | 0–3    | 1–5     |
| 1995/96 | Puchar Zdobywców Pucharów | Q     | Siłeks Kratowo      | 1–1 | 1–3    | 2–4     |